# Manuel Ferreira
Manuel „Nolo“ Ferreira (22. října 1905 – 29. července 1983) byl argentinský fotbalový útočník, který hrál za argentinskou fotbalovou reprezentaci.
Ferreira byl součástí argentinského týmu na Letních olympijských hrách 1928, kde Argentina skončila druhá za Uruguayí. Zároveň byl kapitánem Argentiny na Mistrovství světa ve fotbale 1930, kde byla Argentina znovu druhá za Uruguayí.
V roce 1929 vyhrál s argentinskou reprezentací Mistrovství Jižní Ameriky ve fotbale a také s Argentinou dvakrát zvítězil na šampionátu Copa Newton (v letech 1927 a 1928).